# Шведуновка
Шведуновка — село в Валуйском городском округе Белгородской области России.

## География
Село находится в юго-восточной части Белгородской области, в лесостепной зоне, в пределах юго-западной части Среднерусской возвышенности, на берегах реки Уразовой, к востоку от автодороги 14К-33, на расстоянии примерно 10 километров (по прямой) к юго-юго-западу от города Валуйки, административного центра округа. Абсолютная высота — 93 метра над уровнем моря.

### Климат
Климат характеризуется как умеренно континентальный. Средняя температура января −7,4 °C, средняя температура июля +20,3 °C. Годовое количество осадков составляет около 500 мм. Среднегодовое направление ветра юго-западное.

### Часовой пояс
Село Шведуновка, как и вся Белгородская область, находится в часовой зоне МСК (московское время). Смещение применяемого времени относительно UTC составляет +3:00.

## Население
| 2002 | 2010 |
| ---- | ---- |
| 152  | ↗283 |

### Половой состав
По данным Всероссийской переписи населения 2010 года в гендерной структуре населения мужчины составляли 48,1 %, женщины — соответственно 51,9 %.

### Национальный состав
Согласно результатам переписи 2002 года, в национальной структуре населения русские составляли 92 %.